# Sugar Ray Norcia
Sugar Ray Norcia (* 6. Juni 1954 in Stonington, Connecticut) ist ein US-amerikanischer Blues-Sänger und Mundharmonikaspieler.

## Leben und Wirken
Ray Norcia begann auf der Highschool in Rhode Island mit dem Mundharmonikaspiel. Nachdem er nach Providence übergesiedelt war, gründete er Ende der 1970er Jahre die Bluetones, eine Gruppe, die in lokalen Klubs auftrat, aber dann auch als Band für Künstler auf Tournee spielte (z. B. Big Walter Horton, Big Mama Thornton, Big Joe Turner und Roosevelt Sykes); Gitarrist war Ronnie Earl.
Zwischen 1982 und 1991 nahm er als Solokünstler verschiedene Alben für Rounder Records und Bullseye auf. 1991 wurde er Sänger von Roomful of Blues, mit denen er drei Alben aufnahm und intensiv tourte. 1998 verließ er die Band und nahm Sweet & Swingin’ auf. U. a. spielte er auch auf der für den Grammy nominierten CD Superharps, gemeinsam mit James Cotton, Billy Branch und Charlie Musselwhite. Mit seiner wieder aktivierten Band Bluetones, mit der er mehrere Alben veröffentlichte, gehörten später Gitarristen wie Kid Bangham.

## Diskografie
- 1979 – Sugar Ray and the Bluetones (EP)
- 1980 – Sugar Ray and the BluetonesLittle Boy Blue Walter Horton live
- 1982 – Ronnie Earl and the Broadcasters FEATURING THE SENSATIONAL SUGAR RAY
- 1984 – Smokin Ronnie Earl and the Broadcasters featuring Sugar Ray and Kim Wilson
- 1985 – Ronnie Earl and the Broadcasters: They Call Me Mister Earl (inklusive 4 Sugar Ray Songs)
- 1986 – Ronnie Earl: I like it when it rains (Sugar Ray vocals „Midnight Clothes“)
- 1988 – Deep Blues
- 1989 – Soul Deep Miki Honycutt (mit Sugar Ray and the Bluetones)
- 1989 –  Sugar Ray and the BluetonesKnockout
- 1991 – Jimmy Rogers with Ronnie Earl and the Broadcasters (Live in Germany; Sugar Ray harmonica)
- 1991 – Surrounded by love Ronnie Earl and the Broadcasters featuring Robert Jr. Lockwood und Sugar Ray
- 1991 – Sugar Ray and the Bluetones: Don’t Stand in My Way
- 1992 – An Peebles (Sugar Ray Harmonica)
- 1994 – Otis Grand: Nothing else matters
- 1994 – Deep into it David Maxwell (Sugar Ray vocals on „Ain’t Nobody’s Business“)
- 1994 – Evil gal blues Michelle Willson  (Sugar Ray und Michelle Duett „You Got What It Takes“)
- 1994 – Take it from me Little Anthony and Sugar Ray
- 1994 – Roomful of Blues Dance all night
- 1996 – So emotional Michelle Wilson (Duett „Real Lovin’ Mama“)
- 1996 – Rhythm and Bones Porkey Cohen (Sugar Ray vocals „Sent For You Yesterday“)
- 1996 – Roomful of Blues: Turn It on, Turn It up
- 1997 – Roomful of Blues: Under one roof
- 1997 – Roomful of Blues: Roomful of Christmas
- 1998 – Sweet and swinging
- 1999 – Michael Williams: Late night walk  (featuring David „Fathead“ Newman, Sugar Ray Norcia and Bruce Katz)
- 1999 – James Cotton, Charlie Musselwhite, Sugar Ray Norcia, Billy Branch: Superharps (drei Sugar Ray Songs)
- 2000 – Sax GordonYou knock me out  (Sugar Ray vocals „You Knock Me Out“ mit Sax Gordon and Duke Robillard)
- 2000 – Pinetop Perkins Back on Top (Sugar Ray harp bei 5 Songs)
- 2001 – Blow Mrl Low Doug James (Sugar Ray vocals „Dirty People“ und „I Want A Little Girl“)
- 2001 – Sugar Ray and the Bluetones Rockin Sugar Daddy
- 2003 – Sugar Ray and the Bluetones feat. Monster Mike Welch
- 2003 – Chris Flory: Blues in My Heart mit Duke Robillard und Friends (Sugar Ray vocals 2 Songs)
- 2005 –  Sugar Ray and the Bluetones: Hands across the Table
- 2005 – The Legend Jimmy „T99“ Nelson (Sugar Ray Harmonika 3 Songs)
- 2005 – House of Vlue Rags The Rico Blues Combo (Sugar Ray spielt auf drei Songs der italienischen Blues Band)
- 2007 – Bocce Boogie live Aufnahmen von Big Walter Horton aus 1978 mit Sugar Ray and the Bluetones, Johnny Nicholas, Ronnie „Youngblood“ Earl und Ted Harvey.
- 2007 – Daylight Jumper Matt McCabe (Sugar Ray singt auf drei Songs)
- 2007 – Duke Bobilliard’s world full of Blues(Sugar Ray spielt Harp auf drei Songs)
- 2007 – Maurizo Pugno: Thats what I found out  (Sugar Ray Co-Autor, singt und spielt Harmonika auf 14 von 17 Songs)
- 2007 – The Sugar Ray & The Bluetones Big Band: My Live, My Friends, My Music
- 2011 – Sugar Ray & The Bluetones: Evening
- 2014 – Sugar Ray & The Bluetones: Living Tear to Tear
- 2016 – Sugar Ray & The Bluetones: Seeing Is Believing